# The Lion Has Wings
The Lion Has Wings är en brittisk film från 1939 regisserad av Adrian Brunel, Brian Desmond Hurst, Michael Powell och Alexander Korda. Det är en film i dokumentär stil gjord för att hylla RAF i början av andra världskriget. Klipp från filmen Fire Over England användes.